# Restituta
Santa Restituta (santa Restituta de África – 304) es una santa y mártir de la Iglesia católica.

## Biografía
Se dice de ella que nació en Cartago o Hipona Diarrhytus (hoy conocido como Bizerta, Túnez) y se convirtió en mártir en las persecuciones del emperador Diocleciano. El lugar y hora exacta de su martirio se desconoce pero es considerada como unas los mártires de Abitina, un grupo de mártires de África del Norte que incluye a Dativo, Saturnino y otros santos.

## Leyenda
La leyenda posterior medieval, relatado por Pedro Subdiácono en el siglo X asociada a las leyendas de las santas Devota y Reparata, y de san Torpes de Pisa, establece que después de haber sido horriblemente torturada, Restituta fue colocada en un barco cargado de estopa y resina ardiendo. Pero Restituta resultó ilesa por el fuego al pedir la ayuda de Dios. Dios envió a un ángel para guiar a su barco a la isla de Aenaria (actual Ischia), y atracó en el lugar actual de San Montano. La leyenda añade que una mujer de la localidad cristiana llamada Lucina había soñado con el ángel y el barco. Cuando se acercó a la playa, se encontró con el resplandeciente nave y el cuerpo incorrupto de Restituta, que ya estaba muerta. Lucina se reunió junto a la población y la santa fue enterrada a los pies del Monte Vico en Lacco Ameno, donde se erigió una basílica paleocristiana en su honor, que ahora es el sitio de un santuario dedicado a ella.

## Veneración
Sin embargo, la transmisión de su culto del norte de África a Italia está históricamente relacionada con la expulsión de católicos del norte de África por Genserico, rey de los vándalos, que fue asimilada por la secta arriana. Sus reliquias podrían haber sido llevadas a Nápoles en el siglo V por Gaudiosus de Nápoles cuando fue exiliado del norte de África.
Restituta es la patrona de Lacco Ameno y Oricola. Es especialmente venerado en la isla de Ischia y en Lacco Ameno, en la que se celebra una festividad de tres días del 16 al 18 de mayo.